# ST-Ericsson
ST-Ericsson è stata un'azienda di produzione e fornitura di circuiti integrati a semiconduttori per dispositivi mobili con sede centrale a Ginevra in Svizzera. Si trattava di una joint venture al 50/50 tra Ericsson e ST-Microelectronics siglata nel 2009 e dissolta il 4 agosto 2013.

## Storia
ST-Ericsson fu costituita il 3 febbraio 2009, quando STMicroelectronics ed Ericsson avevano completato la fusione di Ericsson Mobile Platforms e ST-NXP Wireless in una joint venture al 50/50.
Il 20 agosto 2008, STMicroelectronics ed Ericsson hanno annunciato l'intenzione di fondere le loro attività di semiconduttori, con l'obiettivo di creare un'offerta più forte nel settore dei semiconduttori e piattaforme per applicazioni mobili. ST ha contribuito con la comunicazione multimediale e le soluzioni di connettività, nonché con una piattaforma completa 2G/EDGE e 3G. Ericsson ha contribuito con il 3G e la sua piattaforma tecnologica Long Term Evolution (LTE). La fusione, basata su una cooperazione strategica esistente tra Ericsson Mobile Platforms e ST-NXP Wireless, è stata progettata per unire le risorse economiche e le sinergie.
A seguito delle crescenti difficoltà incontrate, nel Marzo 2013 ST ed Ericsson resero pubblica la decisione di chiudere l'attività di ST-Ericsson e la joint venture cessò ufficialmente l'attività il 2 agosto 2013. Solo una parte del management e del personale subordinato impiegato nella joint venture è stato riassunto in ST ed Ericsson. Infatti, se prima della chiusura ST-Ericsson contava 4 450 dipendenti, il piano di chiusura prevedeva che Ericsson mantenesse circa 1.800 dipendenti della forza lavoro totale (per lo più in Svezia, Germania, India e Cina), e STMicroelectronics assorbisse circa 950 dipendenti (dislocati soprattutto in Francia e in Italia), con un esubero di circa 1 600 dipendenti.

### ST-NXP Wireless
ST-NXP Wireless, una joint venture costituita dalle divisioni wireless di STMicroelectronics e NXP Semiconductors, ha iniziato l'attività il 2 agosto 2008. NXP e STMicroelectronics hanno annunciato il 10 aprile 2008 che avrebbero unito le loro attività nel settore wireless per aumentare i profitti e rispondere meglio alle esigenze dei propri clienti nel 2G, 2.5G, 3G, nella multimedialità, connettività e nelle future tecnologie wireless, condividendo migliaia di brevetti multimediali e nelle telecomunicazioni.
Già divisione di Royal Philips Electronics, con più di 50 anni di esperienza nel settore dei semiconduttori, NXP è stata istituita come una società indipendente nel 2006. STMicroelectronics è stata costituita nel giugno 1987 dalla fusione di SGS Microelettronica d'Italia e Thomson Semiconductors, entrambe aziende produttrici di semiconduttori.

### Ericsson Mobile Platforms
Ericsson Mobile Platforms è stata istituita nel settembre 2001 per separare l'attività di ricerca e sviluppo del gruppo Ericsson che ha sviluppato la tecnologia di base per i telefoni cellulari Ericsson in tutto il 1990. I loro centri di ricerca principali erano situati a Lund, in Svezia e con altri tre grandi centri a Basingstoke (UK), in North Carolina (USA) e Norimberga (Germania). Inoltre effettuava attività di R&S, vendite e supporto clienti a Tokyo (Giappone), Shanghai (Cina), Taipei (Taiwan), Seoul (Corea del Sud), Grimstad (Norvegia) e Norimberga (Germania). Ha fornito la tecnologia mobile per il GPRS, Edge e WCDMA ai clienti che volevano sviluppare e produrre telefoni cellulari. Ericsson ha dedicato notevoli risorse agli enti di standardizzazione come 3GPP, OMA, JCP e OMTP. Ericsson è stata fondata nel 1876 e ha un portafoglio globale di proprietà intellettuali che contiene oltre 25.000 brevetti.

## Prodotti e competenze
ST-Ericsson offriva piattaforme complete per i dispositivi mobili, come il SoC NovaThor, integrando sia il multimediale che la connettività con un'ampia gamma di tecnologie di accesso che coprono cellulari GSM, EDGE, WCDMA, HSPA, nonché TD-SCDMA, TD-LTE e LTE. La gamma di piattaforme NovaThor per smartphone supportava i principali sistemi operativi, come Android e Windows Phone. Forniva inoltre soluzioni di connettività e trasmissione per Bluetooth, FM, GPS, GLONASS, WLAN e USB.
ST-Ericsson è stato un fornitore leader dei principali produttori di cellulari, nonché di altri leader del settore, compresi gli operatori mobili e produttori di dispositivi. Uno su quattro dispositivi cellulari venduti nel 2011 è basato su tecnologie di ST-Ericsson.
La filiale cinese della ST-Ericsson, T3G è stata acquisita nel dicembre 2008, e dal 2003 ha lavorato attivamente nello sviluppo di piattaforme per lo standard di telefonia mobile TD-SCDMA.

## Sedi
Costituita in Svizzera e con sede a Ginevra, ST-Ericsson impiegava circa 6.700 persone in tutto il mondo, oltre l'85 per cento dei quali lavoravano nella R&S.
Le operazioni erano sparse in tutto il mondo, con centri principali in Francia, Svizzera, Svezia, Finlandia, Germania, Gran Bretagna, India, Singapore, Cina, Giappone e Corea.